# Luise Hensel
Luise Hensel (ur. 30 marca 1798 w Linum w Brandenburgii; zm. 18 grudnia 1876 w Paderborn) – 
niemiecka poetka religijna. Luise była siostrą malarza Wilhelma Hensela i przyjaciółką Clemensa Brentano i Christopha Bernharda Schlütera. Zyskała sławę i uznanie wśród Niemców wszystkich wyznań, dzięki napisanym pieśniom religijnym Lieder.